# Illdisposed
Az Illdisposed dán melodikus death metal együttes. Első albumaikon még death metalt játszottak, később váltottak át a melodikus death metal műfajra. 1991-ben alakultak meg Aarhus-ban. Michael Enevoldsen dobos az évek alatt kiszállt a zenekarból, hogy új együttest alapítson, Panzerchrist néven. A Panzerchrist-ban szerepelnek olyan tagok is, akik az Illdisposed-ben is játszanak vagy játszottak. Lemezeiket az AFM Records, Roadrunner Records, Diehard Music, Candlelight Records, Massacre Records kiadók adják ki.

## Jelenlegi tagjai
- Bo Summer - ének (1991-)
- Jakob Batten - gitár (2004-), basszusgitár (1999-2003)
- Ken Holst - gitár (2011-)
- Onkel K. Jensen - basszusgitár (2012-)
- Rasmus Schmidt - dobok (2014-)

## Diszkográfia
- Four Depressive Seasons (1993)
- Submit (1995)
- There's Something Rotten... in the State of Denmark (1997)
- Retro (2000)
- Kokaiinum (2001)
- 1-800 Vindication (2004)
- Burn Me Wicked (2006)
- The Prestige (2008)
- There is Light (But It's Not For Me) (2011)
- Sense the Darkness (2012)
- With the Lost Souls on Our Side (2014)
- Grey Sky Over Black Town (2016)
- Reveal Your Soul to the Dead (2019)